# Lösegeld (2012)
Lösegeld ist ein deutscher Fernsehkrimi aus dem Jahr 2012. Hauptdarsteller sind Mišel Matičević und Ulrike C. Tscharre, Regie führte Stephan Wagner. Der vom WDR produzierte Film wurde am 11. April 2012 im ARD-Programm erstausgestrahlt.

## Handlung
Die in Düsseldorf spielende Handlung setzt dort ein, wo ein Verbrechen fast aufgeklärt ist – im konkreten Fall eine Kindesentführung. Ein gekidnappter Junge wird aus seinem Versteck befreit. Den ermittelnden Kriminalbeamten um das Duo Diethard Lysewski und Lutz Weber fehlt für den Abschluss des Falls nur noch die Ergreifung des Täters sowie die Sicherstellung der Beute – ein Satz Rohdiamanten im Wert von mehreren Millionen Euro. Durch einen Zufall befinden sich diese nunmehr im Besitz der Escortagentur-Leiterin Nina Hausen. Mit ihrem Hund war Nina Hausen unbeabsichtigt in der Nähe des Übergabeorts, wurde von dem flüchtenden Täter überfallen, konnte sich aus der gefährlichen Situation jedoch befreien und mit den Diamanten flüchten.
Aus dieser Ausgangssituation heraus entwickelt sich der weitere Ablauf der Handlung. Nina Hausen steckt aufgrund einer geplatzten Bürgschaft finanziell in der Klemme. Auch die Kommissare stehen unter Erfolgsdruck. Der Täter wiederum hat durch den beim nächtlichen Zusammenstoß entwendeten Geldbeutel Kenntnis von Nina Hausen, ahnt, dass diese nunmehr im Besitz der Diamanten ist, und setzt sich auf ihre Fährte. Im weiteren Verlauf der Handlung kommen sich Lysewski und Nina Hausen persönlich näher. Lysewski ahnt, dass seine neue Geliebte die Diamanten unterschlagen hat. Als sich die Fahndung, vorangetrieben durch Lysewskis Partner Weber sowie ihren erfolgssüchtigen Chef Lahn, mehr und mehr auf die Escortservice-Chefin konzentriert, die ihre Flucht ins Ausland vorbereitet, trifft Lysewski eine folgenschwere Entscheidung: Er hält seinen Kollegen über Nacht in dessen Wohnung fest, sodass Nina Hausen ungehindert nach Mexiko entkommen kann.

## Besonderheiten
Anders als bei gängigen Krimiproduktionen steht nicht die Lösung eines Falls im Mittelpunkt, sondern vielmehr das Verhalten und die Loyalitätskonflikte der Hauptfiguren. Regisseur Wagner selbst bezeichnete seinen Film als Mischung aus Krimi- und Liebesgeschichte: „‚Lösegeld‘ ist ein Psychothriller-Krimimelodram, eine Reise durch die verschiedenen Genres. ich wollte den Zuschauer mit einer Krimigeschichte abholen und mit ihm die Liebesgeschichte entdecken. Mich hat interessiert, diese Geschichte, die in ihrer Erzählweise eine französische Färbung hat und bei der die Trennlinie des Rechts durch die Beziehung verläuft, im 21. Jahrhundert anzugehen. Werke von Regisseuren wie Sautet, Chabrol oder Pialat haben mich schon früh zutiefst berührt. Das ist nicht spurlos an ‚Lösegeld‘ vorbeigegangen.“
Identifizierbare Lokalitäten – hier vor allem die Düsseldorfer Innenstadt am Rhein – sind ein weiteres Erkennungsmerkmal des Films. Im September 2011 wurden für die Dreharbeiten Straßenzüge in der Düsseldorfer Altstadt, darunter auch die Ratinger Straße, intervallweise gesperrt. Dem realistischen Anspruch der Geschichte gemäß spielt ein kurzer Abschnitt der Handlung, bei dem es um den Weiterverkauf der Diamanten geht, in der Altstadt von Antwerpen.
Der Stil des französischen Nouvelle-Vague-Kinos der 1960er spiegelt sich auch in der Filmmusik. Der Komponist und Musiker Irmin Schmidt, in den 1970ern Mitglied der Krautrock-Formation Can, unterlegte den Film mit einem stark Cool-Jazz-geprägten Soundtrack, welcher auch musikalisch starke Assoziationen zu Genreklassikern wie etwa Fahrstuhl zum Schafott weckt. Das Trompeten-Solo wurde von Markus Stockhausen eingespielt.

## Kritiken
Aufgrund der stark handlungsprägenden Liebesgeschichte verglichen einige Medien den Film mit Claude Sautets Noir-Klassiker Das Mädchen und der Kommissar aus dem Jahr 1971. Die Frankfurter Allgemeine Zeitung schrieb: „Ein Thriller, ein film noir, eine amour fou: Stephan Wagner hat mit ‚Lösegeld‘ ein Fernsehstück geschrieben und inszeniert, das den Rahmen sprengt.“ Das Spiel der Darsteller lobte sie als „über jeden Zweifel erhaben“.
Der Berliner Tagesspiegel zog die Parallele mit Sautets Genreklassiker bereits in der Überschrift. Vor allem die Intensität der Geschichte hob der Beitrag positiv hervor. Darüber hinaus verglich er Lösegeld mit Dominik Grafs TV-Zehnteiler Im Angesicht des Verbrechens, in dem die beiden Hauptdarsteller Mišel Matičević und Ulrike C. Tscharre zwei Jahre zuvor mitgewirkt hatten. „Drastik – das ist ein Stilmoment, von dem sich die meisten deutschen Primetime-Krimis verabschiedet haben. Allzu oft nervt da dieser allzu weichgespülte ‚Tatort‘-Touch. Intensität, Schärfe, Dringlichkeit, diese Elemente finden sich meist nur noch in den unkonventionellen Fernsehkrimis von Dominik Graf. Es ist wohl kein Zufall, dass mit Misel Maticevic und Ulrike C. Tscharre in ‚Lösegeld‘ zwei Protagonisten aus Grafs jüngstem preisgekrönten Mehrteiler ‚Im Angesicht des Verbrechens‘ mitwirken. Eine passende Referenz, eine Verheißung, die in Stephan Wagners Psychothriller weitestgehend eingelöst wird.“
Das Lifestyle-Onlineportal viva.de hob die Details der Inszenierung positiv hervor: „Viele deutsche Filmemacher fallen einem nicht ein, die das Neo-Noir-Genre so kunstvoll beherrschen. Die Lichter von Düsseldorf bei Nacht. Eine Großraumdisko, eine Altbierkneipe, das Rheinufer, ein Wohnblock. Darüber schwebend ein erlesener Jazz-Score. Eine gemähte Wiese für die beiden Hauptdarsteller, die in diesen wunderbaren Kulissen das darstellen dürfen, was kaum einer so gut kann wie sie. Ulrike C. Tscharre als sexy-verruchte Schönheit. Misel Maticevic als einsamer Großstadtwolf. Es sind Klischees. Aber sie sehen verdammt noch mal fantastisch aus.“